# 함평 여고생 성폭행 사건
함평 여고생 성폭행 사건은 1997년에 전라남도 함평군에서 발생한 집단 성폭행(윤간) 사건이다.

## 개요
1997년 8월, MBC PD수첩에서는 `함평 여고생 사건 Ⅱ- 아버지의 친구, 그들은 무죄인가? '편을 5일 23시 방송했다. 아버지의 친구를 비롯한 한 동네 주민 4명으로부터 성폭행 당한 전남 함평의 한 여고생 사건의 범인이 유전자 감식 결과 구속된 정모씨로 밝혀진 다음 나머지 3명이 범행을 부인하면서 오히려 피해자 모녀를 협박하고 있는 사실을 고발하였다. 8월 5일과 8월 26일에도 `함평 여고생 사건'에서 마을주민들에게 성폭행을 당해 출산까지 하게 된 여고생의 이야기를 두 차례에 걸쳐 집중적으로 다뤄 사회적으로 큰 충격을 주었다.
이 사건으로 물의를 일으킨 3명의 용의자에게 영장이 청구되었다.
8월 26일 MBC PD수첩에서는 "함평 여고생사건2—아버지의 친구, 그들은 무죄인가" 편에서 유전자 감식 결과를 비롯해 이 사건을 재추적한 내용을 방영해주었다.
그 해 12월 16일 법원은 여고생을 성폭행한 마을 주민 4명에게 징역 7년의 중형을 선고하였다. 대한민국 재판부는 판결문을 통해 "정 피고인이 여고생을 성폭행하고도 폭행 사실을 부인해 이양에게 보복출산까지 하게 해 사회적 물의를 일으켰다"면서 "그런데도 피고인이 반성의 기미를 보이지 않아 고령이지만 중형을 선고한다"고 밝혔다.